# Особистісно зорієнтоване навчання

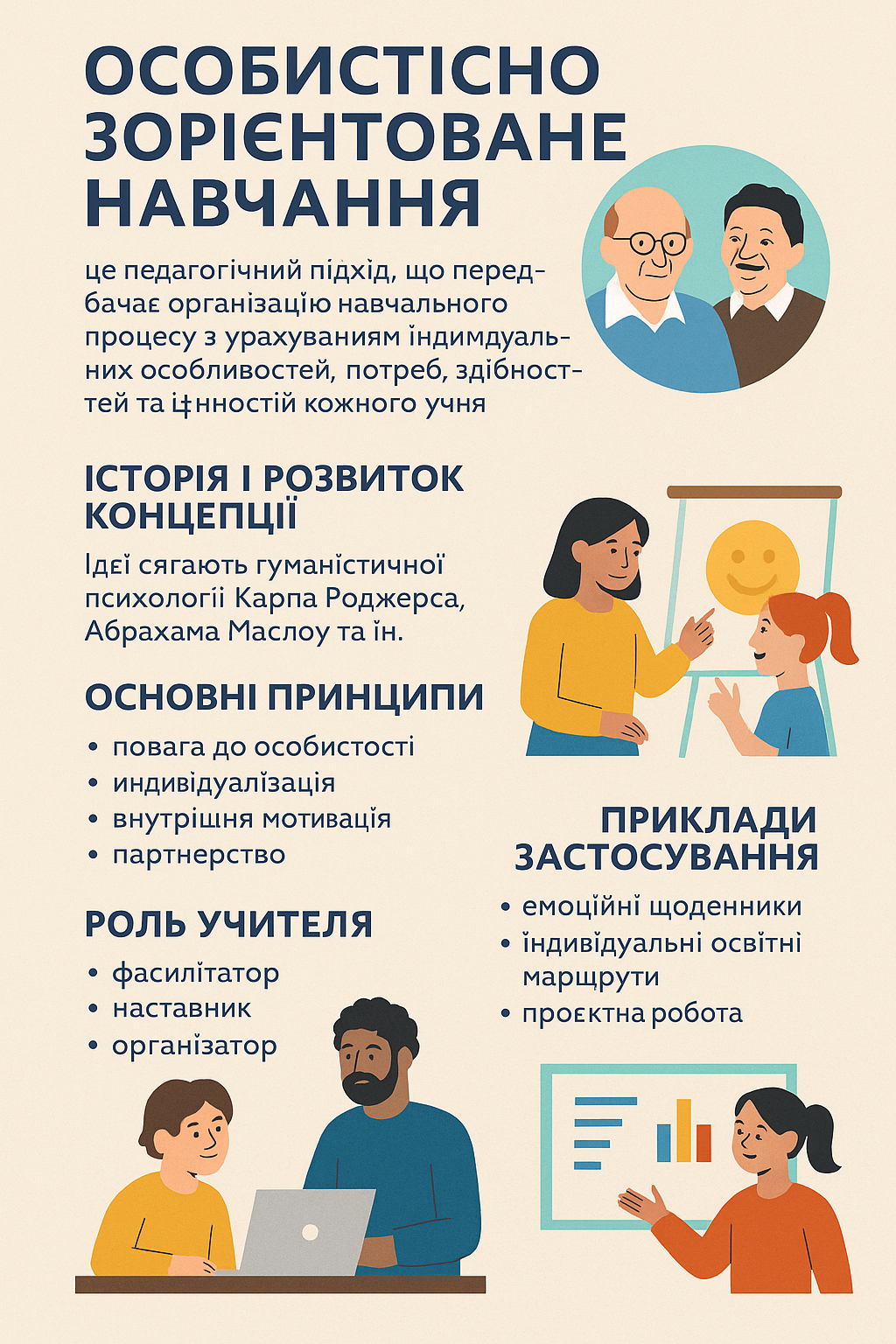

Особистісно зорієнтоване навчання — це освітня технологія та педагогічна концепція, що ставить у центр навчально-виховного процесу особистість учня, його самобутність, самоцінність та суб’єктний досвід. Метою такого навчання є не стільки засвоєння суми знань, скільки розвиток індивідуальних пізнавальних здібностей кожної дитини, формування в неї ключових компетентностей та здатності до самоосвіти й самореалізації.
В Україні особистісно зорієнтований підхід задекларований як одна з методологічних основ реформування освіти, зокрема в рамках концепції «Нова українська школа».

## Загальна характеристика
Актуальність проблеми особистісно зорієнтованого навчання зумовлена необхідністю подолання суперечностей між запитами сучасного суспільства і пропозицією шкільної освіти. Особистісно зорієнтоване навчання як методологічна основа української школи задеклароване в нормативних документах Міністерства освіти й науки, зокрема як нова парадигма освіти: «…основним шляхом модернізації української школи загалом і літературної освіти зокрема є її розвиток на принципах особистісно зорієнтованого навчання».
Особистісно зорієнтоване навчання може впроваджуватися в практику роботи школи як філософія і як методична модель.
У першому випадку його сутність більше проявляється на рівні стилю спілкування учителів і учнів, внутрішньошкільної атмосфери.
Методична модель передбачає поряд з ознаками, властивими ОЗОН як методології навчання, включення учня в освітній процес, урахування його суб'єктного досвіду, прагнень і зацікавлень, спрямованості, особливостей пам'яті, уваги, уяви, мислення на всіх етапах навчального процесу, тобто реальної побудови суб'єкт-суб'єктних взаємин.

## Історія виникнення та розвитку концепції
Ідеї особистісно зорієнтованого навчання сягають своїм корінням гуманістичної психології та прогресивної педагогіки початку XX століття. Американський філософ і педагог Джон Дьюї критикував традиційну школу за авторитаризм та ігнорування особистості учня, пропонуючи будувати навчання через практичну діяльність і досвід дитини.
Значний внесок у розвиток теорії зробили представники гуманістичної психології, зокрема Карл Роджерс, який обґрунтував принципи «клієнт-центрованої терапії», що згодом були адаптовані до педагогіки. Він наголошував на важливості емпатії, безумовного позитивного ставлення до учня та конгруентності (щирості) вчителя.
В українській педагогічній науці концепція активно розвивалася завдяки працям таких учених, як І. Д. Бех, О. Я. Савченко, І. С. Якиманська та інших. Вони адаптували світові ідеї до умов української школи, наголошуючи на важливості розвитку учня як суб’єкта навчальної діяльності.

## Ключові принципи
Особистісно зорієнтоване навчання базується на таких основних принципах:
- Дитиноцентризм: учень є центральною фігурою освітнього процесу. Навчання планується та реалізується, виходячи з його інтересів, потреб, здібностей та індивідуальних темпів.
- Суб’єкт-суб’єктна взаємодія: відхід від авторитарної моделі «вчитель — об’єкт, учень — суб’єкт». Натомість пропонується діалог, партнерство та співтворчість, де вчитель виконує роль фасилітатора, наставника[1].
- Опора на суб’єктний досвід учня: визнання того, що кожна дитина має унікальний досвід, здобутий поза школою. Завдання вчителя — виявити цей досвід та інтегрувати його в освітній процес[6].
- Діяльнісна основа: знання, уміння й навички здобуваються учнем у процесі активної пізнавальної діяльності. Пріоритет надається методам, як-от проєктне навчання, проблемне навчання, дослідницька діяльність, робота в групах.
- Варіативність: визнання різноманіття форм і змісту навчання. Вчитель обирає методики та матеріали відповідно до індивідуальних потреб учнів.
- Створення ситуації успіху: важливими є не лише результати, а й процес, зусилля учня. Варто створювати умови для позитивного навчального досвіду[7].

## Порівняння з традиційною моделлю навчання
| Параметр     | Традиційне навчання                           | Особистісно зорієнтоване навчання                                   |
| ------------ | --------------------------------------------- | ------------------------------------------------------------------- |
| Мета         | Засвоєння знань, умінь, навичок (ЗУН)         | Всебічний розвиток особистості, формування ключових компетентностей |
| Роль учня    | Пасивний об'єкт, який сприймає інформацію     | Активний суб'єкт, який конструює свої знання                        |
| Роль вчителя | Основне джерело знань, контролер              | Організатор, фасилітатор, консультант, партнер                      |
| Форми роботи | Переважно фронтальні (лекція, пояснення)      | Індивідуальні, парні, групові, проєктні, дослідницькі               |
| Оцінювання   | Оцінюється результат (правильність відповіді) | Оцінюється процес, докладені зусилля, особистісний приріст          |

## Практичні технології та методи
Серед методів та технологій, що застосовуються:
- технологія співпраці (робота в парах, групах);
- проєктна діяльність;
- дидактичні та рольові ігри;
- проблемне навчання;
- інтерактивні методи («мозковий штурм», кейс-метод, дебати);
- індивідуальні освітні траєкторії.

## Критика та виклики
Хоча підхід визнаний прогресивним, його впровадження пов’язане з низкою проблем:
- Перевантажені класи: індивідуалізація складна за великої кількості учнів.
- Високі вимоги до вчителя: потрібні не лише предметні, а й психологічні, фасилітативні навички.
- Складність оцінювання: труднощі з визначенням об’єктивних критеріїв розвитку особистості.
- Ризик надмірної уваги до особистих інтересів учня: можливе недооцінювання фундаментальних знань[8].